# Speocera feminina
Speocera feminina là một loài nhện trong họ Ochyroceratidae. Loài này phân bố ở Angola.